# おうし座デルタ1星
おうし座δ1星（おうしざデルタ1せい、δ1 Tau, δ1 Tauri）は、おうし座の恒星で4等星。

## 概要
ヒアデス星団の一員で、4等のδ1A星と13等のδ1B星が見かけの二重星を成している。δ1A星はG9.5～K0のスペクトルを持つ巨星で、これ自体が分光連星を成しており、主星はAa、伴星はAbという符号で呼ばれる。

## 名称
学名は、δ1 Tauri（略称δ1 Tau）。固有名のSecunda Hyadumは、ラテン語で「ヒアデスの2番目」という意味である。2017年9月5日、国際天文学連合の恒星の命名に関するワーキンググループ (Working Group on Star Names, WGSN) は、おうし座δ1星Aaの固有名として、Secunda Hyadum を正式に定めた。